# Eleccions legislatives eslovenes de 1990
Les Eleccions legislatives eslovenes de 1990 es van celebrar el 8 d'abril juntament amb la primera volta de les presidencials a l'encara República Socialista d'Eslovènia. Van esdevenir unes eleccions de transició en el marc del procés d'independència, amb la qual es van convocar les ja primeres eleccions a l'Assemblea Nacional al 1992.

## Resultats
|                         |                                                      |                               |                               |         |  |  |
| Partit                  | Partit                                               | Vots                          | %                             | Escons  |  |  |
|                         | Partit de la Renovació Democràtica (SDP)             | 186.928                       | 17,28                         | 14 / 80 |  |  |
|                         | Aliança de la Joventut Socialista d'Eslovènia (ZSMS) | 156.843                       | 14,49                         | 12 / 80 |  |  |
|                         | Democristians Eslovens (SKD)                         | 140.403                       | 12,98                         | 11 / 80 |  |  |
|                         | Lliga Agrícola Eslovena (SKZ)                        | 135.808                       | 12,55                         | 11 / 80 |  |  |
|                         | Unió Democràtica Eslovena (SDZ)                      | 102.931                       | 9,51                          | 8 / 80  |  |  |
|                         | Verds d'Eslovènia (Zeleni)                           | 95.640                        | 8,84                          | 8 / 80  |  |  |
|                         | Partit Social Democràtic d'Eslovènia (SDSS)          | 79.951                        | 7,39                          | 6 / 80  |  |  |
|                         | Aliança Socialista d'Eslovènia (SSS)                 | 58.082                        | 5,37                          | 5 / 80  |  |  |
|                         | Partit liberal (LS)                                  | 38.269                        | 3,54                          | 3 / 80  |  |  |
|                         | Lliga per la Igualtat Ciutadana                      | 26.629                        | 2,46                          | 0       |  |  |
|                         | Llista Verda Cívica                                  | 21.583                        | 1,99                          | 0       |  |  |
|                         | Partit dels Artesans i Empresaris                    | 17.021                        | 1,57                          | 0       |  |  |
|                         | Altres partits                                       | 21.962                        | 2,03                          | 0       |  |  |
|                         | Minories hongaresa i italiana                        | Minories hongaresa i italiana | Minories hongaresa i italiana | 2       |  |  |
|                         |                                                      |                               |                               |         |  |  |
|                         | Total aliança DEMOS                                  | 554.733                       | 51,27                         | 44      |  |  |
|                         |                                                      |                               |                               |         |  |  |
| Vots vàlids             | Vots vàlids                                          | 1.082.050                     | 87,39                         |         |  |  |
| Vots invàlids           | Vots invàlids                                        | 156.139                       | 12,61                         |         |  |  |
| Total                   | Total                                                | 1.238.189                     | 100                           | 80      |  |  |
| Abstenció               |                                                      |                               |                               |         |  |  |
| Inscrits / participació | Inscrits / participació                              | 1.490.136                     |                               |         |  |  |